# 10BASE2

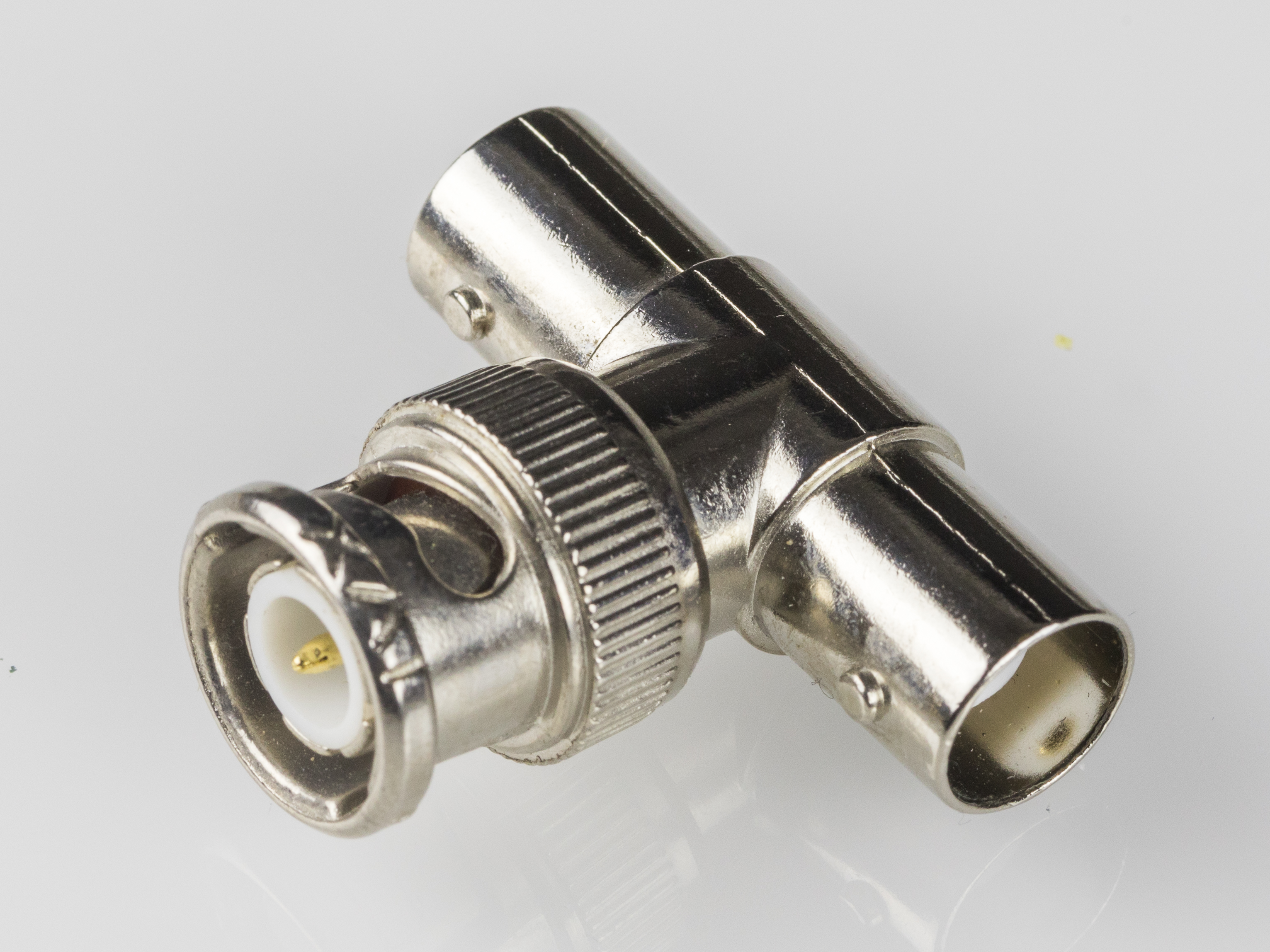
BNC T-коннектор

10BASE2 (также известный как тонкий Ethernet) — вариант Ethernet шинной топологии, использующий в качестве среды передачи данных тонкий коаксиальный кабель типа RG-58 (в противоположность кабелю 10BASE5), оканчивающийся разъёмами типа BNC. Каждый сегмент кабеля подключён к рабочей станции (компьютеру) при помощи BNC-тройника. На физическом конце сети тройник, присоединённый к рабочей станции, также требует установки согласователя на 50 Ом.

## Характеристики
10BASE-2 позволял создавать сегменты размером до 180 метров, к каждому сегменту могли подключаться до 30 компьютеров. При использовании 4 повторителей (5 сегментов) максимальный размер сети увеличивался до 900 метров.

## Сравнение с 10BASE-T
При монтаже сети 10BASE2 необходимо уделить особое внимание прочности соединения кабелей с тройниками и правильной установке нужных терминаторов. Некачественные контакты и короткие замыкания сложно диагностируемы даже при помощи дорогих специальных устройств. Неполадки в любом сегменте приводят к полной нефункциональности сети целиком. По этой причине сети типа 10BASE2 было сложно поддерживать и чаще всего они заменялись сетями типа 10BASE-T на базе витой пары и топологии звезда, которые также представляли отличные возможности для апгрейда до типа 100BASE-TX.
При этом у сети типа 10BASE2 множество преимуществ над 10BASE-T. В частности, для неё не нужен коммутатор, поэтому стоимость оборудования будет намного ниже, а для подключения нового устройства к сети достаточно подключиться к кабелю ближайшего компьютера. Эти характеристики делают сеть на основе 10BASE2 идеальной для маленькой сети из двух-трёх компьютеров, например дома, но не для сети большого предприятия, где этот стандарт будет очень неэффективен.

## Происхождение названия
Название 10BASE2 происходит от некоторых физических свойств передающей среды. Число 10 означает максимальную скорость передачи данных в 10 Мбит/с. BASE является сокращением от «Baseband» и отражает тот факт, что сигнал, передаваемый по линии связи, модулируется только одной несущей — в данном случае имеющей частоту 10 МГц, то есть вся полоса пропускания занимается одним сигналом (в отличие от широкополосных методов — «Broadband», когда для передачи по одной физической линии связи используется несколько несущих частот, что позволяет одновременно передавать несколько сигналов, каждый с использованием своей несущей частоты). 2 — соответствует внешней толщине кабеля, равной примерно 0,2 дюйма или 5 мм («толстый коаксиал» по толщине равен примерно 0,5 дюйма — отсюда название 10Base5).